# Calitor gris
Le  calitor gris est un cépage de France de raisins gris.

## Origine et répartition géographique
Le calitor gris est la variante grise du calitor.
Il occupe moins de 30 hectares.

## Caractères ampélographiques
- Extrémité du jeune rameau épanoui, cotonneux blanc à liseré carminé.
- Jeune feuilles duveteuses, rosées
- Feuilles adultes orbiculaire à 5 lobes avec un sinus pétiolaire en lyre à bords presque fermés, dents anguleuses, très étroites, un limbe duveteux-pubescent.

## Aptitudes culturales
La maturité est de troisième époque tardive: 35 jours après le chasselas.

## Potentiel technologique
Les grappes sont assez grosses et les baies sont de taille moyenne à grosse. La grappe est cylindro-conique, ailée et avec un pédoncle coudé. Le cépage est vigoureux et il produit beaucoup. Il est sensible au mildiou et à la pourriture grise.

## Synonymes
Le  calitor gris est connu sous les noms fouirau, saoule-bouvier,